# Wittichenite
La wittichenite (simbolo IMA: Wtc), conosciuta anche con l'obsoleto nome minerario di rame di bismuto brillante o minerale di rame bismuto, è un minerale piuttosto raro della classe dei minerali di "solfuri e solfosali". La sua composizione chimica è Cu3BiS3 ed è quindi chimicamente un solfuro di bismuto di rame.

## Etimologia e storia
La wittichenite è stata scoperta per la prima volta nella miniera di Neuglück vicino a Wittichen, nel circondario di Rottweil, nel Baden-Württemberg. Il minerale era conosciuto lì con vari nomi come minerale di rame bismuto o rame di bismuto brillante. Nel 1817, tuttavia, C.J. Selb determinò, dopo aver esaminato alcune esemplari di bismuto di rame, che questo minerale è costituito da due diversi tipi di minerali, che differiscono per comportamento alla frattura, colore e formazione dei cristalli. Quest'ultima caratteristica distintiva spinge Selb a usare i termini "minerale denso di rame-bismuto" e "minerale di rame-bismuto radiante".
Nel 1853, Franz von Kobell diede al denso minerale di rame-bismuto il nome di wittichenite, che è valido ancora oggi, dopo la sua località tipo, e il minerale di rame-bismuto radiante fu indicato come emplectite da Gustav Adolph Kenngott nel 1855.

## Classificazione
Nell'ormai obsoleta 8ª edizione sistematica dei minerali secondo Strunz, la wittichenite apparteneva ancora alla classe indifferenziata dei "solfosali", dove forma un proprio gruppo insieme a skinnerite, calcostibite e cuprobismutite, con le quali formava il sistema nº II/D.02
Con la ristrutturazione nella 9ª edizione della sistematica dei minerali di Strunz, anche le divisioni della classe dei solfuri sono state parzialmente ridefinite e suddivise in modo più preciso. Il minerale è ora corrispondentemente nella divisione "2.G Solfoarseniuri, solfoantomoniuri, solfobismuturi" e lì nella sottoclasse "2.GA Neso-solfoarseniuri, ecc. senza S aggiuntivo", dove forma il gruppo senza nome 2.GA.20 insieme alla skinnerite.
La classificazione dei minerali secondo Dana ordina la wittichenite nella divisione di "solfosali con il rapporto 3 > z/y e la composizione generale (A+)i(A2+)j[ByCz], dove A = metalli, B = semimetalli, C = non metalli". Lì viene elencata insieme a skinnerite e moëloite nella suddivisione senza nome nº 03.04.08.

## Abito cristallino
La wittichenite cristallizza nel sistema ortorombico nel gruppo spaziale P212121 (gruppo nº 19) con i parametri reticolari a = 7,723(10) Å, b = 10,395(10) Å e c = 6,716(5) Å oltre a 4 unità di formula per cella unitaria.

## Origine e giacitura
La wittichenite si forma idrotermicamente in vene contenenti rame e bismuto, spesso in paragenesi con altri minerali di bismuto o rame come bornite, calcocite, calcopirite, digenite, djurleite, emplectite, pirite, stromeyerite e tennantite, ma anche con aragonite, barite, calcite, fluorite e rammelsbergite così come bismuto nativo.
Ad oggi, la wittichenite è stata rilevata in circa 260 siti in tutto il mondo (a partire dal 2014).
In Italia la wittichenite è stata rinvenuta a Primaluna e in Val Masino (Lombardia) e a Gadoni, Nuxis e Villaputzu (in Sardegna).
In Germania il minerale è stato trovato in diversi siti; tra i molti, si hanno Ortenaukreis, Rottweil, Schwarzwald-Baar-Kreis e Freudenstadt (nel Baden-Württemberg); a Sommerkahl (in Baviera); a Darmstadt e Darmstadt-Dieburg (nell'Hesse). Sono presenti altri siti anche in Renania-Palatinato, in Sassonia-Anhalt e in Sassonia.
La wittichenite è stata trovata anche in Groenlandia (a Alangorssuaq e Sermersooq); in Norvegia (a Valle nella contea di Agder e nei comuni di Fyresdal, Kviteseid e Tokke nel Telemark); in Spagna (a Córdoba, Belmonte de Miranda e a Lleida).
Altri siti sono sparsi in tutto il mondo.

## Forma in cui si presenta in natura
La wittichenite si trova solitamente sotto forma di aggregati minerali a grana fine o moderatamente grossolani di colore da grigio acciaio a bianco stagno con striature a linee nere. I cristalli sono colonnari, aghiformi e in lamine allungate. Raramente, tuttavia, forma anche cristalli più grandi di dimensioni da pochi millimetri a pochi centimetri, che hanno un habitus da tabulare a prismatico corto. I campioni freschi mostrano una lucentezza metallica sulle superfici. Nell'aria, dopo un po' di tempo, il minerale si appanna dal grigio piombo al giallo ottone.